# Шалопен, Жан
Жан Шалопен (фр. Jean Chalopin; 31 мая 1950, Сен-Кристоф-де-Буа) — французский кинопродюсер и сценарист. Шалопен известен своей деятельностью в 1980-х и 1990-х годах в создании многих мультфильмов. В целом, работал над созданием более пятидесяти работ, участвуя в разработке 1650 эпизодов телесериалов. Писатель Марк Маккрей, отзываясь о режиссёре, высказывает «благодарность творческому подходу Шалопена, который включает отличную завязку сюжета, необычное повествование и прекрасно нарисованных анимационных персонажей».

## Биография

### Ранние годы
Жан Шалопен родился 31 мая 1950 года в городе Сен-Кристоф-де-Буа, департамент Иль и Вилен, а аозже перебрался в Тур. Его тяга к писательству, обнаруженная в девять лет, впервые была реализована в 1961 году, когда он принял участие в конкурсе драматических работ Ангиенского казино (Concours d 'art dramatique du casino d’Anghien). В то время он также интересовался театром, в частности — театральными и кинематографическими изданиями журнала «L'Avant-scène». После получения диплома BEPC в 1964 году как «эмансипированный» подросток (adolescent émancipé), он ушёл из школы, работая последовательно посудомойщиком, автомойщиком и раздатчиком рекламных проспектов.
В 1965 году ближайший сосед Шалопена, Поль Гимезанес, в то время — профессор изобразительного искусства в Туре, познакомил его с одним из своих учеников, Бернаром Дейрьесом. В это время, продававший свои размноженные стихи по террасах кафе турцам и парижан Жан Шалопен создаёт клуб «Arche Crypthéope», в рамках которого организовывает по вечерам встречи со многими местными артистами в одном из кафе Тура, «Trou dans le mur» на площади Плюмеро. Дейрьес вместе с другом из пригорода Фондет в рамках устраиваемого Шалопеном представления играл на гитаре и исполнял песни. Сам Шалопен также принимал участие в поэтическом движении «Jeune Force poétique française» Мишеля-Жоржа Микбера.
В 1968 году Жан Шалопен основывают свою компанию по распространению рекламных проспектов, OGAP (Office de Gestion et d'Action Publicitaire), заключив сперва контракты с торговцами близлежащего района, а затем и с другими компаниями Тура. Растущая компания растёт распространяет свою деятельность и на близлежащие города. Видя растущую перспективу телевидения во Франции, уже в 1969 OGAP покупает частную студию телефильмов «Pierre Dubiau». Компания начинает создавать рекламные ролики, для которых Жан пишет сценарии, а режиссёром выступает Доминик Ферранду. Вскоре Шалопен связывается с представителями одной из подсетей UGC по распространению фильмов «Circuit A», возглавляемой Жан-Шарлем Эделином, и заключает новые контракты благодаря поддержке Мишеля Луно и Пьера Коломбеля. OGAP также приступает к производству корпоративных фильмов.

### DIC
В 1971 году, благодаря инвестиции региональной ежедневной газеты «La Nouvelle République du Centre-Ouest» в размере 20 000 франков, OGAP преобразуется в SARL (ООО) DIC (Diffusion Information Commerciale). Филипп де Клозе, финансовый директор газеты La Nouvelle République, наставляет Шалопена в области финансов, что поможет ему в дальнейшем развивать DIC. Работая с заказом профессиональной коллегии оптиков и акустиков Орлеана, желающей сделать рекламный мультфильм, мало смыслящий в анимации Жан связывается с Бернаром Дейрьесом, который тогда преподавал анимацию в школе Брассара, и просит его познакомить с кем-то, кто способен участвовать в реализации проекта. Дейрьес предложил услуги своих учеников Шалопену. С помощью Мари-Пьер Журне, они создали анимационный трейлер длительностью около минуты.
В период приватизации и реорганизации ORTF, после поездок Шалопена в Париж и встречи с Роланом Дорденом, DIC кооперируется с «Vidéogrammes de France» при содействии Жасмин Делакруа из ORTF, которая на тот момент уже более 15 лет задействована в индустрии кооперативной рекламы для France Inter, что открывало новые перспективы для DIC. В 1974 году Бернар Дейрьес отходит от преподавания и присоединяется к DIC в качестве художественного руководителя и вновь приводит Мари-Пьер Журне, к команде присоединилась Жасмин Делакруа, а также Макс Салдинжер, как директор по производству. Большинство продаваемых шоу была мультфильмами, анимационная студия создана в Туре; перенесена в Париж в 1980 году. Создавая рекламу для SNCF, Gaz de France и участвуя в кампаниях безопасного движения и электросбережения, DIC стала ведущей французской мультипликационной компанией, и одной из крупнейших в Европе, со студией в Туре, в которой работало более ста людей.
«Vidéogrammes», тем временем, исчезла, и акционером DIC в 1977 стала CLT, что стало играть важную роль в развитии компании.

### Анимационные сериалы
В 1977 году Альбер Барийе связался с Шалопеном, рассказав, что планирует снять в Японии мультсериал «Жил-был человек», ищет для создания персонажей дизайнера и хотел бы доверить DIC всю подготовку к серийному производству. Это создаёт своеобразное соревнование среди иллюстраторов во Франции, особенно среди сотрудников DIC. Победу одерживает Жан Барбо. Шалопен начинает сотрудничество с Рене Боргом, который внедряет в студии новую технологию мультипликации.
В 1980-х годах Шалопен направил свою деятельность на производству анимационных сериалов, привлечённый успехом во Франции японского «Goldorak». В 1980 году Бернар Дейрьес отправляется в Японию — DIC в сотрудничестве со студией TMS (Tokyo Movie Shinsha) запустили в прошлом году в большом анимационном проекте, Ulysses 31. Инициатором проекта является Рене Борг, который рисует все персонажей, но вскоре конфликтует с японцами и отказывается от проекта. Затем на помощь вызывается Бернар Дейрьес. Он восстанавливает работу над мультфильмом с помощью Синго Араки и с 3 октября 1981 года двадцать шесть серий транслируются по FR3.
Год спустя прокатную библиотеку компании пополнил «Les Mystérieuses Cités d’or» (1982). DIC пользуется огромным авторитетом у японских каналов после постановки «Улисс 31». Для поддержания темпов производства, требуемых телекомпаниями, DIC открывает офис DIC Enterprise в Бербанке (США) во главе с Энди Хейуордом, бывшим сотрудником Hanna-Barbera, а также в 1983 году вместе с бывшими продюсерами TMS Entertainment Тэцуо Катаямой и Сигэру Акагавой — вспомогательную студию KKDIC (позднее KK C&D Asia) в Японии.
В 1983 году Шалопин и Хэйуорд запустили сериал «Инспектор Гаджет», режиссёрами которой были Дейрьес и Бруно Бьянчи. Сериал оказался самым главным хитом DIC, поскольку он ретранслировался в США году с момента создания. Это сделало DIC одним из крупнейших мировых производителей анимации в 1980-х годах. Шалопен оказался исполнительным продюсером сериалов «Крохи», «Хитклифф» (1984), «Джейс и воины на колёсах», и «Команда „Маска“» (1985). В 1985 году DIC выпустила треть мировых мультфильмов и стала мультипликационной компанией номер один в мире. Также, в то время он сотрудничал с музыкальным продюсером и композитором Хаимом Сабаном, который сочинил все саундтреки в обмен на роялти и процент от прав.
Заново переосмысливая акроним DIC, предлагается интерперетация «Do it cheap», то есть «делай дёшево», что отражает устоявшиеся практики аутсорсинга технического производства в страны с более низкой оплатой труда. Жан Шалопен создавал оригинальные концепции и сценарии, то есть предпроизводство лежало на самой DIC, а техническое исполнение возлагалось на студии в Юго-Восточной Азии, Японии и Южной Корее. Временами, непосредственным производством занималась собственная студия Шалопена KKDIC/KK C&D Asia, но зачастую это происходило в кооперации со сторонними студиями (Mook DLE, Yumeta co. и другие).

### C&D
После того, как Хэйуорд взял под свой контроль DIC в 1986 году, заполучив более 50 % акций, Шалопен покидает компанию и преобразует французский офис в собственную — «Créativité et Développement» вместе с Бруно Бьянчи и линейным продюсером Тэцуо Катаямой. Связанная с C&D американская аффилированная компания Jetlag Productions также была создана в Лос-Анджелесе. Тем не менее, французский продюсер в конечном итоге получает международные права на трансляцию прокатной библиотеки DIC благодаря перекрёстной покупке, сделанной Хаимом Сабаном, которую Хейуорд будет осуждать как враждебную операцию. За нанесённый ущерб DiC подали на Saban в суд. Конфликт урегулировали в 1991 году.
В роли продюсера и сценариста он продолжал делать телесериалы, такие как «Диплодоки» (1987), «Мишель Вальян» (1990), «Приключения Конана-варвара» (1991) и «Бот-мастер» (1993) и множество других. Деятельность новой компании Шалопена также продолжается в области, освоенной Шалопеном ещё под эгидой DIC при поддержке Кристофа Изара — ситкомы, такие как «La Lucarne d'Amilcar», «Le Saint» и т. д. Дела C&D с 1991 года пошли в гору, и компания выпустила несколько серий, купленных или совместно созданных с AB Productions: «Софи и Виржини», «Мишель Вальян», «Купидон», «Близнецы судьбы».
В 1996 году Шалопен продал компанию Saban International Paris. Связывают это со всё возрастающей конкуренцией на рынке мультипликации.

### Planète magique
В 1985 году Жан Шалопен предлагает властям Парижа новаторскую концепцию внутригородского парка развлечений, по образу существующих парков Лос-Анджелеса. Он хочет оживить центры городов, куда легче добраться, чем на окраины, где обычно и строят парки развлечений. Его внимание привлекает старый театр в 3-м округе Парижа Gaîté-Lyrique, бездействующий с 1977. 18 сентября 1986 Мэрия Парижа во главе с Жаком Шираком одобрила проект, получивший название «Planète magique», и выделила кредит в размере 100 миллионов франков (15,2 миллиона евро), а также предоставила здание театра Гаэте на срок 50 лет. Акционерами общества с объёмом инвестиций в 280 млн франков, помимо Шалопена, стали банк Crédit national, банк Брюссель-Ламбер, CLT, Париба, UAP.
Вернувшийся в 1987 из Лос-Анджелеса Бернар Дейрьес становится художественным руководителем проекта и полностью посвящает себя этому делу. Он проектирует основные аттракционы «Planète magique» вместе с Жаном Шалопеном и Франком Верпилья. Планировалось, среди прочего, создать аттракционы по тематике сериалов Жана Шалопена и его компании DIC (таких как Ulysses 31, Les Mystérieuses Cités d’or, Инспектор Гаджет, Les Minipouss). Важной идеей является использование самых передовых технологий в области аудиовизуальных развлечений, как сенсорные экраны, цифровые изображения, поляризационные очки и другая передовая техника.
Продажа своей доли в DIC сыграла с Шалопеном злую шутку — он больше не имел прав на созданные сериалы, а поэтому экспозиции по их тематике были невозможны. Показателен пример аттракциона по мотивам «Les Mystérieuses Cités d’or» — его изменили, дабы он не представляет тематику конкретного мультфильма, а в целом империи инков.
После 4 лет создания, 19 декабря 1989 года, в сезон рождественских каникул (en), тематический парк развлечений площадью 1100 м² с 24 аттракционами на 9 уровнях открывает свои двери, чтобы закрыть их через три недели, приняв лишь 30 000 посетителей, из-за множества из-за проблем денежного, технического, эргономического, концептуального характера.
После одного года работ по реорганизации и модернизации под эгидой нового акционера «Nord-France», который внёс 80 млн франков, и с новым кредитом в 65 млн франков от мэрии Парижа, «Волшебная планета» снова открылась, но тяжёлая социальная атмосфера, обусловленная идущей войной в заливе и связанные с этим правила безопасности для детей, запрещающие любые школьные поездки, крайне негативно сказались на успехе. В итоге, 3 мая 1991 фирма объявила о банкротстве, а в июне парк будет окончательно закрыт. Иронично, что уже через несколько месяцев был открыт Парижский Диснейленд.

### Поздняя деятельность
В 2001 году Жан Шалопен запустил сайт StoryPlus,который предлагает написанные истории для детей. Сайт был создан на основе одноимённого образовательного фонда, созданного в 1997 в Швейцарии. В 2014 году он основал журнал «Unique Heritage Media» для детей младшего возраста.
До настоящего времени Жан Шалопен является исполнительным председателем Deltec Bank, инвестиционного банка на Багамских островах.
Известно также, что Шалопен является владельцем компании по продаже театральных проекторов «JC Lampes». Среди других основанных предприятий можно найти «Jean Chalopin Consultant» (JCC; Париж, 1995—2000), «Mediaplus Capital» (Пекин, 2004), «Movie Plus» (2000). С судьбой последней компании связана попытка начать производство сиквела «Les Mystérieuses Cités d’or».
В период между 1987 и 2006 годами Шалопен был владельцем замка Фаршевиль, расположенного в 45 км к югу от Парижа.

## Личная жизнь
Жан Шалопен женат на сингапурской супермодели Этель Фонг (1989). У них двое детей: Жанвье (1991) и Танис (1994).

## Работы

### DIC
- Волшебник Арчибальд[англ.] (1980; продюсер)
- Ulysses 31 (1981; продюсер и сценарист)
- Эстебан, сын солнца (1982; сценарист)
- Le Clip de Nono  J'fais du bruit (1983; сценарист)
- Инспектор Гаджет (1983; продюсер, сценарист 2 сезона)
- Крохи[англ.] (1983; продюсер)
- Kidd Video[англ.] (1984; продюсер)
- Дружная команда[англ.] (1984; продюсер)
- Poochie (1984)
- Pole Position (1984; продюсер и сценарист)
- Хитклифф (1984; продюсер)
- Яркая Радуга (1984; продюсер)
- Маленькие гости[англ.] (1985; продюсер)
- Заботливые мишки (1985; продюсер)
- Приключения Халка Хогана[англ.] (1985; продюсер)
- Джейс и воины на колёсах[укр.] (1985; продюсер и сценарист)
- Команда «Маска»[англ.] (1985; продюсер)
- Королева радуги и похититель звёзд (1985; продюсер)
- La Vie des Botes[фр.] (1986; продюсер)
- Хитклифф[болг.] (1986; продюсер)
- Photon[англ.] (1986; продюсер)
- Пузырьки[англ.] (1986; продюсер)
- Приключения Тедди Ракспина[англ.] (1986; продюсер)
- Зоопарк Зубили[англ.] (1986; продюсер)
- Денис-непоседа (1986; продюсер)
- Kissyfur[англ.] (1986; продюсер)
- Настоящие охотники за привидениями (1986; продюсер)
- The Kingdom Chums: Little David's Adventure[англ.] (1986; продюсер)
- Les Minipouss et la Statue de la Liberté (1986)
- Инспектор Гаджет спасает Рождество[англ.] (1992; сопродюсер)
- Гаджет и Гаджетины (2002; продюсер)
- Последнее дело инспектора Гаджета[фр.] (2002; сопродюсер)
- Тайная жизнь Сабрины[англ.] (2003; сценарист)

### C&D
- Диплодоки (1987; сценарист)
- La Lucarne d'Amilcar[фр.] (1987; продюсер)
- Олимпийский вызов (1988; адаптация)
- Софи и Виржини[фр.] (1990; исполнительный продюсер и сценарист)
- Новые приключения Хи-Мена[англ.] (1990; продюсер и сценарист)
- Близнецы судьбы[англ.] (1991; исполнительный продюсер)
- Магазинчик[англ.] (1991; автор идеи)
- Купидон[фр.] (1991; продюсер и сценарист)
- Волшебные супертролли (1991; сценарист)
- Приключения Конана-варвара (1991; исполнительный продюсер и сценарист)
- Мишель Вальян[фр.] (1991; продюсер)
- Вокруг света за 80 снов[англ.] (1992; сценарист)
- Приключения Ти-Рекс[англ.] (1992; продюсер и сценарист)
- Король Артур и рыцари без страха и упрёка (1992; продюсер и сценарист)
- Бот-мастер[англ.] (1993; исполнительный продюсер)
- Маленький зоомагазин[англ.] (1995; исполнительный продюсер и сценарист)
- Жили-были Несси. Тайна одного озера[англ.] (1995; сценарист)

### Другие проекты
- Автостопщик (1983; исполнительный продюсер)
- Свобода[англ.] (1986; исполнительный продюсер)
- Adventures of the Little Mermaid (1991; сценарист)
- Space Strikers[англ.] (1995; сценарист)
- Сирано 2022[фр.] (2001; продюсер и сценарист)
- След панды (2009)
- The Mysterious Cities of Gold[англ.] (2012; надзор)